# Ectemnius ruficornis
Ectemnius ruficornis är en stekelart som först beskrevs av Zetterstedt 1838.  Ectemnius ruficornis ingår i släktet Ectemnius, och familjen Crabronidae. Arten är reproducerande i Sverige.